# Шёнфлис, Артур Мориц
Артур Мориц Шёнфлис — немецкий математик, известный по своим работам о применении теории групп в кристаллографии и по работам в области топологии (см. символы Шёнфлиса).

## Биография
Родился в Пруссии в Ландсберге-на-Варте (сейчас Гожув-Велькопольский, Польша). Учился в Берлинском университете в 1870—1875 годах.
В 1877 получил докторскую степень.
Работал в Гёттингене, Кёнигсберге, Франкфурте. 
Активно переписывался с русским коллегой Евграфом Степановичем Фёдоровым.
Умер во Франкфурте в 1928 году.

## Вклад
- Уточнил теорему Жордана, а именно доказал, что ограниченная область, вырезаемая простой замкнутой кривой из плоскости, гомеоморфна диску.
- Символы Шёнфлиса